# Jean-Baptiste Flottes
 (août 2010).
Si vous disposez d'ouvrages ou d'articles de référence ou si vous connaissez des sites web de qualité traitant du thème abordé ici, merci de compléter l'article en donnant les références utiles à sa vérifiabilité et en les liant à la section « Notes et références ».
Jean-Baptiste Marcel Flottes, souvent dénommé Abbé Flottes. Philosophe et critique français, né à Montpellier le 10 janvier 1789, mort le 25 décembre 1864. Il entra dans les ordres et devint successivement, dans sa ville natale, professeur de philosophie au séminaire, au lycée et à la Faculté (1838), et, enfin, vicaire général du diocèse de l'Hérault (1844-1848).
Grand opposant aux idées de Lamennais.

## Travaux
- Nombreux articles publiés dans l' Encyclopédie moderne, l' Encyclopédie du XIXe siècle et dans divers recueils et périodiques comme La revue du Midi
- Introduction aux ouvrages de Voltaire par un homme du monde qui a lu avec fruit ses ouvrages immortels (Montpellier, 1816)
- Monsieur l'abbé de Lamennais réfuté par les autorités même qu'il invoque (Paris, 1824-1825)